# Imidazolidinone
Les imidazolidinones forment une classe de composés organiques hétérocycliques structurellement apparentés à l'imidazole, caractérisé par un cycle à cinq atomes. Elles présentent un noyau C3N2 saturé hormis la présence d'un groupe fonctionnel urée ou amide en positions 2 ou 4. On distingue ainsi les 2-imidazolidinones et les 4-imidazolidinones.

2-Imidazolidinone.
4-Imidazolidinone.

Les 2-imidazolidinones sont des urées cycliques. La 1,3-diméthyl-2-imidazolidinone est un solvant polaire et une base de Lewis. L'émicerfont (en), l'imidapril (en) et l'azlocilline sont des médicaments qui présentent cette structure. La diméthylol éthylène urée (en) est utilisée pour traiter les vêtements sans repassage.
Les 4-imidazolidinones peuvent être produites à partir de la phénylalanine en deux étapes — amidation avec la méthylamine CH3NH2 puis condensation avec l'acétone CH3C(O)CH3 :
Les catalyseurs imidazolidinone fonctionnent en formant un ion iminium avec des groupes carbonyle d'aldéhydes α,β-insaturés (énals) et d'énones à travers un équilibre chimique rapidement atteint. Cette activation par ion iminium abaisse l'orbitale moléculaire basse vacante. Plusieurs 4-imidazolidinones ont été étudiées.
L'hétacilline (en), le NNC 63-0532 (en), la spipérone et la spiroxatrine (en) sont des médicaments contenant un cycle 4-imidazolidinone.

## Imidazolones
Les imidazolones, également appelées imidazolinones, sont des dérivés oxo des imidazolines. Ce sont par exemple l'acide 4-imidazolone-5-propionique, métabolite de la dégradation de l'histidine, ou l'imazaquine (en), un herbicide.